# 3762 Amaravella
3762 Amaravella је астероид главног астероидног појаса са средњом удаљеношћу од Сунца која износи 2,273 астрономских јединица (АЈ).
Апсолутна магнитуда астероида је 13,4.